# Histoire du tigre et autres histoires

L'Histoire du tigre est un monologue théâtral écrit à partir de 1976 par Dario Fo et publié en 1980. Un soldat y raconte le rôle providentiel joué par un tigre dans ses aventures. En France, du 2 au 21 décembre 1980 au Théâtre de l'Est parisien à Paris, Dario Fo a été le metteur en scène et l'unique acteur de ce spectacle dont il est l'auteur.

## Intrigue
Le monologue débute par le récit de la Longue Marche et d'un soldat de l'arrière-garde communiste qui est blessé à la jambe. La plaie s'infectant et se gangrénant, l'odeur est insupportable à ses camarades et la blessure les ralentit, et le soldat obtient de n'être pas achevé mais d'être laissé sur le chemin.
Il gagne alors une grotte, forcé par des pluies torrentielles. La grotte se révèle habitée par une tigresse et deux tigrons, dont l'un vient de mourir dans les intempéries. Mais le soldat pue trop pour qu'ils le mangent. La tigresse a les mamelles pleines de lait et son tigron, plein d'eau, refuse de la téter; elle intime à l'homme de lui boire son lait, et l'homme s'exécute, buvant à une puis deux puis quatre mamelles. Repu, il s'endort. Le lendemain la scène se répète et cette fois la tigresse lui lèche sa plaie et en recrache la gangrène. En quelques jours, la plaie est purifiée et le sang coule à nouveau normalement. 
La tigresse ramène ensuite le fruit de sa chasse. L'homme en obtient un rebut, qu'il fait cuire et qui plaît alors aux deux animaux. Le soldat devient alors cuisinier au service de la famille animale, mais, lassé, s'enfuit un jour de pluie.
Arrivé dans un village, le paysan est pris pour l'incarnation de la mort à cause de son allure; il rassure les gens mais passe aussitôt pour un fou, lorsqu'il raconte avoir été nourri par une tigresse. Les deux tigres apparaissent alors aux alentours du village, effrayant les villageois et couvrant de reproches le soldat. Finalement la communauté se reforme, et tout le village adopte le soldat et les tigres. Suit alors un épisode où les tigres (et les villageois qui se déguisent et imitent les rugissement des tigres) mettent en déroute successivement les armées de Tchang Kaï-chek, du Japon et de nouveau des nationalistes. À chaque fois, le pouvoir communiste félicite le village et exige cependant que les tigres, jugés "anarchistes" soient renvoyés dans la forêt. A la troisième fois, les tigres menacent directement les représentants du peuple, qui s'enfuient, et laissent le village enfin tranquille.

## Analyse
La pièce dans laquelle Dario Fo entend à sa manière exprimer le danger du terrorisme a un cadre politique et décrit la vie d'un homme du peuple. S'opposent ainsi monde politisé / monde du peuple, ce dernier s'unissant au monde animal (Le choix du tigre fait référence à la symbolique de l'animal dans le monde chinois). La pièce se prête ainsi particulièrement bien aux mimiques animales et à l'opposition des registres des voix.

## Représentations
- Histoire du Tigre, joué et mis en scène par Pierre-Marie Escourrou, texte traduit et adapté par Nicole Colchat et Toni Cacchinato (Paris, Théâtre de la Manufacture des Abbesses, avril  2013 ; .théâtre du  Lucernaire, septembre 2015).